# Mercedes-Benz W116
Mercedes-Benz W116 — серия представительских легковых автомобилей немецкой торговой марки Mercedes-Benz, производившаяся с августа 1972 года по сентябрь 1980 года. Автомобили W116 были первыми моделями компании, которые официально именовались S-классом, хотя и более ранние модели в кузове седан уже неофициально имели коммерческие индексы с буквой «S» — нем. Sonderklasse или специальный класс. Серия пришла на смену автомобилям W108/W109 и первоначально оснащалась исключительно бензиновыми двигателями, однако в 1978 году была выпущена версия с турбированным дизельным силовым агрегатом.
В 1975 году была выпущена наиболее производительная модификация Mercedes-Benz 450SEL 6.9, оснащённая 6,9-литровым двигателем и развивающая мощность в 286 лошадиных сил.
В 1979 году на замену W116 была создана линейка автомобилей 126-й серии — Mercedes-Benz W126. Тем не менее, производство W116 продолжалось ещё до сентября 1980 года. Всего за 8 лет было выпущено 473 035 единиц серии.

## История

### Разработка

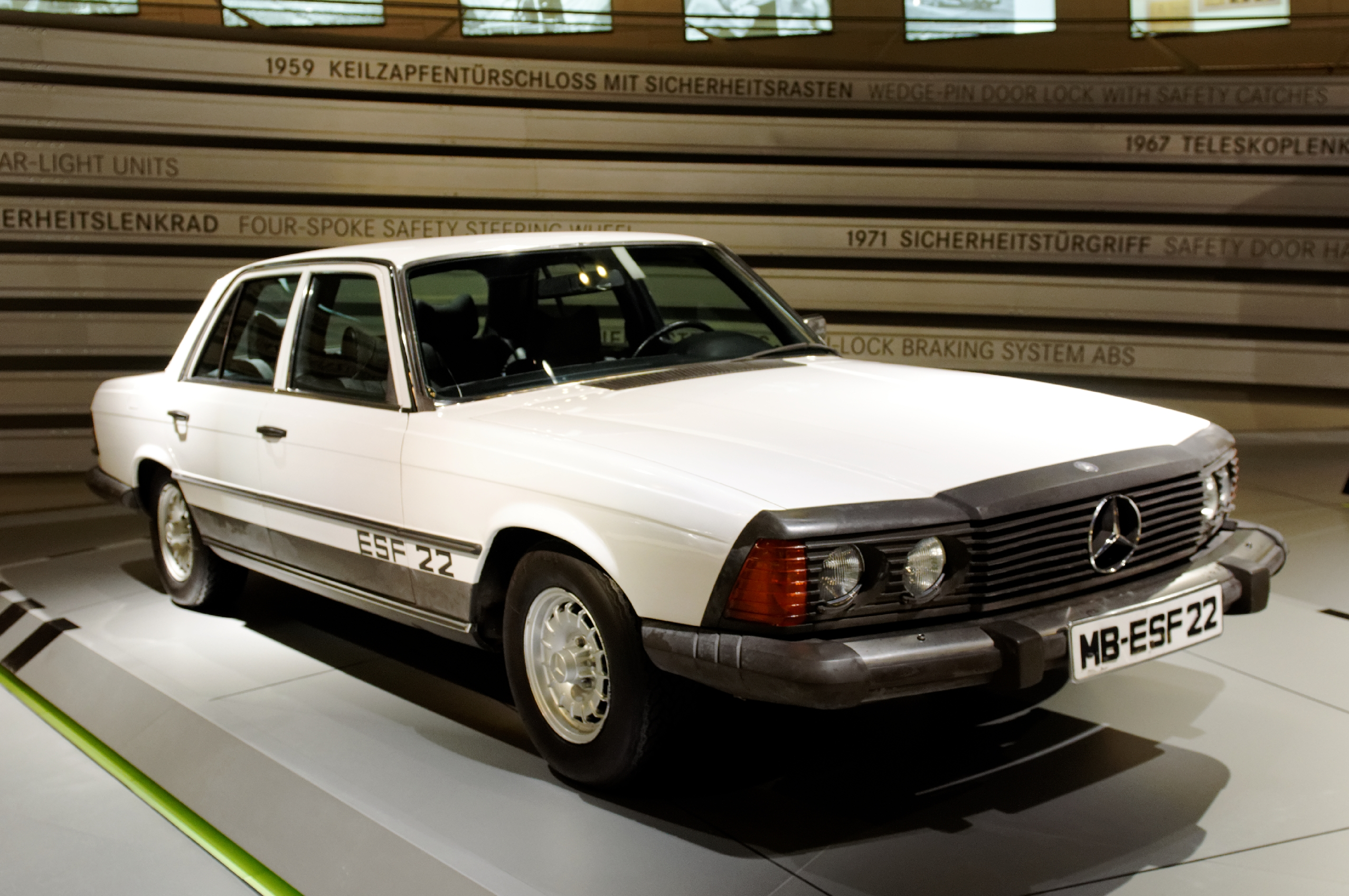
ESF 22 в музее Mercedes-Benz

К середине шестидесятых годов Западная Европа наконец смогла оправиться от экономических последствий Второй мировой войны. Разработка нового поколения S-класса началась в 1966 году, всего лишь через год после запуска серии W108/109. Это была первая модель Mercedes-Benz, показавшая новый корпоративный стиль, который продолжался до 1995 года, когда было прекращено производство кузова W124. Дизайн, окончательная версия которого была принята в 1969 году, сделал огромный шаг вперёд, с более мужественными линиями, которые были объединены, чтобы создать элегантный и спортивный характер автомобиля. Основная концепция дизайна была фактически взята от родстера SL-класса R107, особенно передние и задние фары. Модель получила ту же ребристую оптику, защищающую её от накопления грязи. Данное решение оставалось одной из основных особенностей дизайна Mercedes-Benz в XXI веке. Автомобиль W116 стал последним проектом Фридриха Гейгера в рамках работы на концерн Daimler-Benz, карьера которого началась с модели Mercedes-Benz 500K в 1933 году. Инженерами компании было уделено много внимания к проработке комфорта будущей серии и особенно её пассивной безопасности. Главным конструктором проекта выступал Ханс Шеренберг (нем. Hans Scherenberg).
В 1968 году в США при государственной поддержке была запущена программа по разработке экспериментальных безопасных автомобилей, получившая название ESV. Компания Mercedes-Benz планировала выйти с новой моделью на американский рынок, а потому сразу же присоединилась к данной инициативе, в результате чего впоследствии были разработаны многочисленные системы безопасности. Ещё в 1969 году в Зиндельфингене был создан специальный исследовательский отдел безопасности, в рамках которого было выпущено большое число прототипов под общей аббревиатурой ESF. Модели, схожие с разрабатываемым автомобилем S-класса, получили индексы ESF 22 и ESF 24. В рамках работы над концептуальными транспортными средствами инженерам концерна Daimler-Benz разработали сминаемые зоны безопасности, травмобезопасные детали интерьера, надувную подушку для водителя и антиблокировочную систему тормозов. Все эти решения и легли в основу разрабатываемой серийной модели.
В 1971 году журнал Auto Katalog опубликовал шпионские фотографии прототипа, который находился на испытании. Предполагалось, что компания Mercedes-Benz представит новую модель, оснащённую 3,5- или 4,5-литровым двигателем, в 1972 году. Концерн Daimler-Benz планировал представить новый автомобиль на Франкфуртском автосалоне 1971 года, однако ассоциация автомобильной промышленности (VDA), организатор международной автомобильной выставке, отменил мероприятие.

### Премьера (1972)
Mercedes-Benz 350 SE (W116)
Автомобиль Mercedes-Benz W116 был представлен в сентябре 1972 года на автосалоне в Париже. Модельный ряд изначально состоял только из трёх экземпляров: два с двигателем M110 (рядный шестицилиндровый с рабочим объёмом в 2746 см3) — 280 S (с использованием карбюратора Solex) и 280 SE (с использованием топливного впрыска Bosch D-Jetronic), и один с двигателем M116 (V8 с рабочим объёмом в 3499 куб.см) — 350 SE. После нефтяного кризиса 1973 года серия пополнилась вариантом 280 с удлинённой колёсной базой.
Спустя полгода, в начале 1973 года, к модельному ряду прибавились две новые модели — 450 SE и 450 SEL (с удлинённым на 100 мм кузовом). Обе оснащались V8 двигателем M117 с рабочим объёмом 4520 см3. На большинстве рынков модель поставлялась с мощностью в 225 лошадиных сил (165 кВт), хотя для некоторых заказов были выпущены автомобили мощностью 190 л.с. (142 кВт). В Швеции до 1976 года серия продавалось с клапаном EGR и мощностью в 200 л.с. (147 кВт). 450 модели оснащались мягкими сиденьями с возможность на заказ оснастить автомобиль кожаными или велюровыми посадочными местами. Внешний вид дверей изнутри также отличался от более дешёвых моделей серии.
В 1974 году модель 450 SE была удостоена награды Европейский автомобиль года, набрав 115 очков во время голосования.
Наиболее заметной моделью серии W116 стала высокопроизводительная, выпущенная ограниченной серией, версия 450 SEL 6,9, представленная в 1975 году. Модель стала первым серийным автомобилем, использовавшим электронную 4-колёсную многоканальную антиблокировочную тормозную систему (ABS), в качестве опции, с 1978 года. Кроме того, 450 SEL 6,9 также мог похвастаться крупнейшим двигателем из установленных Mercedes-Benz с послевоенных лет до того времени, а также гидропневматической подвеской. Её мощный 6,9-литровый двигатель V8, разработанный на основе проверенного временем 6,3-литрового агрегата, развивал мощность в 286 лошадиных сил.
В период с ноября 1975 по февраль 1976 года была доработана система впрыска двигателей с рабочим объёмом 2,8, 3,5 и 4,5 литра, что было связано с ужесточением предельных норм выброса ОГ в большинстве европейских стран. Система Bosch D-Jetronic с электронным управлением была заменена новой системой с механическим управлением K-Jetronic той же фирмы. Вместе с этим произошло и снижение мощности. Тем не менее, в 1978 году серия модернизованных двигателей восстановила оригинальные уровни производительности с новыми системами впрыска топлива.
Специально для рынков США и Канады в 1978 году был разработан седан 300SD, который поставлялся с дизельным пятицилиндровым турбонаддувным двигателем рабочим объёмом 3,0 литра — одна из первых люксовых моделей, оснащённых дизельным двигателем. Силовой агрегат был позаимствован у экспериментального автомобиля Mercedes-Benz C111. В сентябре 2013 года W116 300 SD 1979 года выпуска участвовал в 24-часовых гонках LeMons, где он завершил 166 кругов со средней скоростью в 54,8 миль в час и выиграл самый престижный приз — Index of Effluency.

### Завершение производства
Осенью 1979 года после премьеры новой серии Mercedes-Benz W126 было принято решение об остановке выпуска автомобилей W116. Тем не менее, выпуск моделей продолжался ещё до сентября 1980 года. Всего за время производства было выпущено 473 035 единиц серии. W116 продавался по всей Европе, Северной и Латинской Америке, Азии, Ближнему Востоку, Африке и Австралии.

## Описание

### Экстерьер

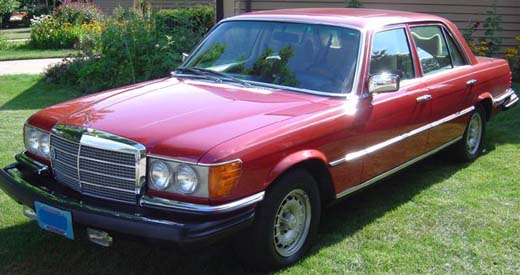
7-литровый Mercedes-Benz "450" SEL (W116) для рынка США

Внешность нового S-класса разительно отличалась от плавно-округлых форм прежних автомобилей компании. Экстерьер представителей серии W116 во многом был вдохновлён моделью R107, однако кузов модели сделали значительно длиннее и шире. Большое значение было уделено оптимизации аэродинамики, в результате чего коэффициент аэродинамического сопротивления был понижен до 0,41 (ранее транспортные средства компании могли похвастаться величиной данного показателя от 0,47 до 0,50). Испытания, проведённые в аэродинамической трубе, привели к понижению линии передней части кузова, крыши и прилегающего ветрового стекла. При работе над передней оптикой было применено решение с прямоугольными горизонтальными фарами, в отличие от предыдущих поколений. Решётка радиатора также имела ярко выраженную прямоугольную горизонтальную форму. В носовой части кузова также устанавливались двойные широкие бамперы, по бокам виднелись хромированные молдинги на дверях. На более дешёвых модулях устанавливались колпаки с окрашенной в цвет кузова серединой, для топовых модификаций предлагались легкосплавные колёсные диски.
Версия с длинной колёсной базой смотрелась менее стремительно, в отличие от короткобазного седана, в результате изменения пропорций. Удлинение кузова целиком и полностью приходилось на заднюю дверь, стекло которой становилось вытянутым по горизонтали.
Американская версия 450 SEL отличалась от европейских накладками на фары, благодаря которым они казались слегка утопленными, а также выпирающими бамперами.

### Интерьер

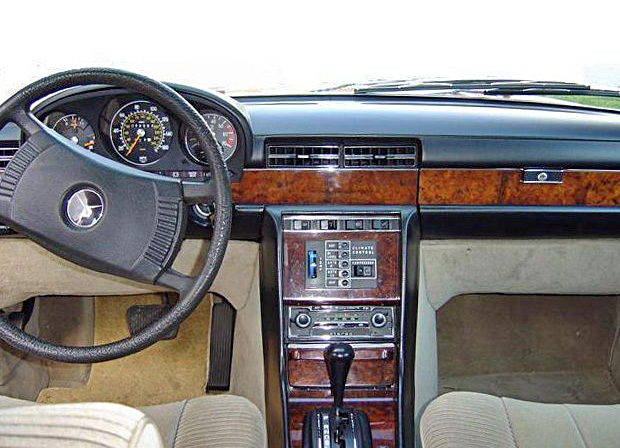
Интерьер модели W116 6.9

Автомобили 1970-х годов создавались в основном согласно пожеланиям клиентов, соответственно, базовое оснащение моделей было достаточно скудным. При отделке салона автомобиля Mercedes-Benz W116 в стандартной комплектации использовался пластик под дерево и тканевая обивка сидений. На приборной панели водителя располагались три круглые секции с информацией о скорости, оборотах и показателями различных датчиков. Рулевое колесо имело четырёхспицевый дизайн и оснащалось фирменной эмблемой посередине. За доплату в отделке интерьера использовалась натуральная кожа и настоящее дерево. Управлением стёклами дверей осуществлялось при помощи механических стеклоподъёмников.
В стандартную комплектацию автомобиля входили гидроусилитель руля и центральный замок. Список дополнительного оборудования серии включал в себя электроприводы зеркал и стёкол, подогрев сидений, аудиосистему, климатическую установку и механический сдвижной лючок крыши.

### Особенности
Автомобиль W116 включал широкий спектр различных инновационных решений:
- Антиблокировочная система тормозов была создана Mercedes-Benz совместно с компанией Bosch и впервые была установлена на S-классе серии W116[10]. Эта система предотвращает блокировку колёс при торможении, улучшает рулевое управление во время резкого торможения и сокращает тормозной путь.
- Усиленная конструкция кузова. У W116 была более основательная клетка безопасности пассажирского салона с закрытой рамной конструкцией крыши. Высокая прочность крыши и дверных столбов, наряду с другими усиленными зонами, расширяло защиту водителя и пассажиров транспортного средства.
- Податливая приборная панель, деформируемые переключатели, ручки управления и рулевое колесо с зоной поглощения удара, направленных на снижение травм пассажиров при столкновениях.
- Топливный бак уже не был установлен в задней части, а расположился над задней осью автомобиля для дополнительной защиты.

### Ходовая часть

#### Подвеска
Независимая передняя многорычажная подвеска включает двойные поперечные рычаги с нулевым плечом обкатки и противоклевковым эффектом, винтовые пружины и дополнительные резиновые со стабилизирующим стержнем (на модели 6.9 установлена гидропневматическая с двойными поперечными рычагами и торсионной стабилизацией). Задняя подвеска: диагональные продольные рычаги, винтовые пружины, с торсионной стабилизацией (на модели 6.9 подвеска гидропневматическая с диагональными продольными рычагами и торсионной стабилизацией).

#### Трансмиссия

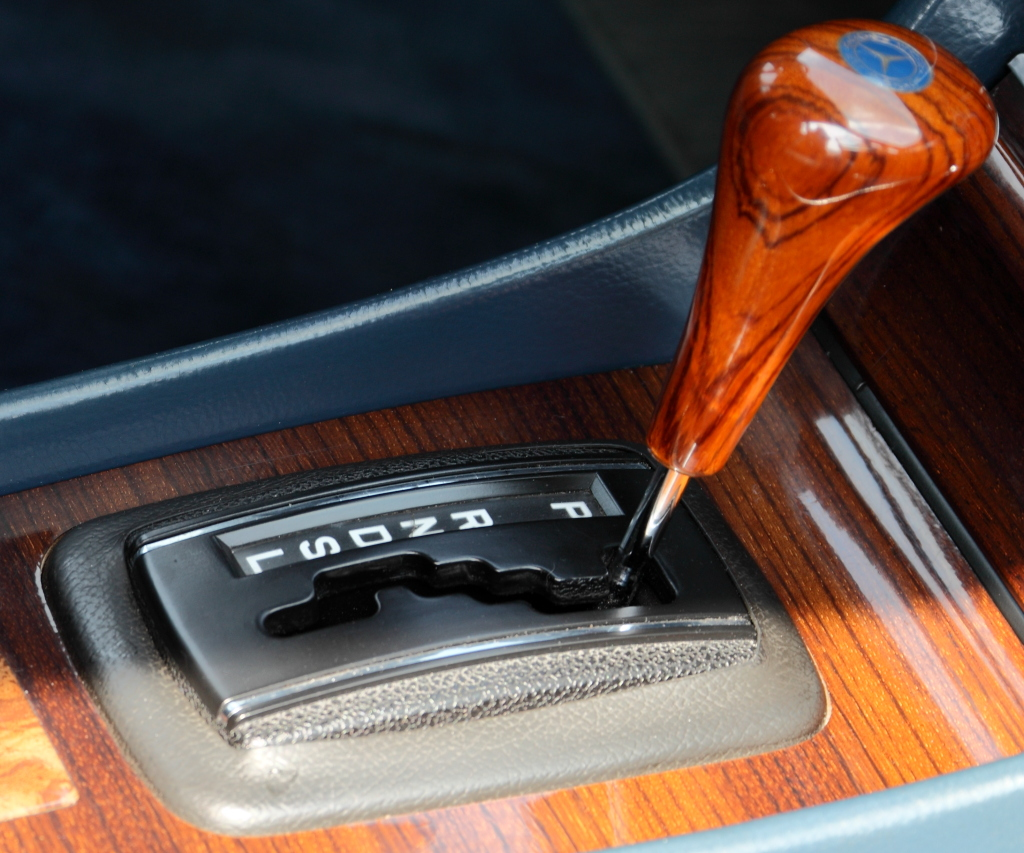
Ручка АКПП W116

Автомобили серии W116 оснащались различными коробками передач:
- 4-ступенчатая механическая или 3-ступенчатая автоматическая, главная передача 3.92:1 или 3.69:1 (V8: 3.46:1 и 3.07:1);
- 3-ступенчатая автоматическая, главная передача 3.07:1;
- 3-ступенчатая автоматическая, главная передача 2.65:1;
- 4-ступенчатая автоматическая, главная передача 3.07:1 (модель 280).

#### Тормозная система
На автомобиле W116 спереди и сзади установлены дисковые тормоза с усилителем, причём передние диски — вентилируемые. Диаметр передних тормозных дисков составляет 278 мм, задних — 279 мм. С 1979 года серия в стандартной комплектации оснащалась системой ABS.
Стояночный тормоз активировался нажатием на соответствующую педаль.

#### Рулевое управление
В стандартное оснащение всех автомобилей серии W116 входил гидроусилитель руля (впервые для транспортных средств марки Mercedes-Benz, ранее был доступен только на заказ). Тем не менее, седан имеет достаточно тугое и информативное рулевое управление (2,7 оборота от упора до упора).

#### Колёса и шины

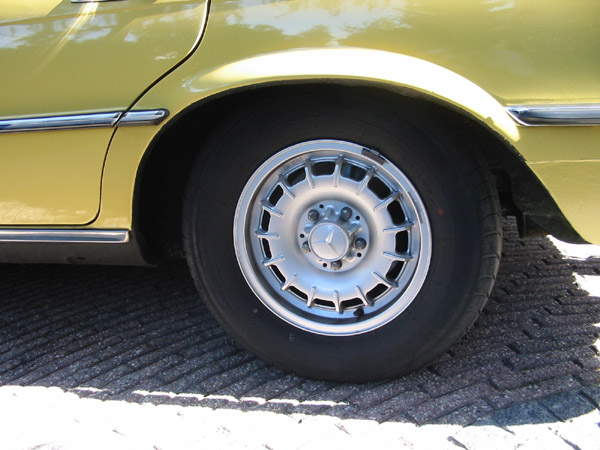
Автомобиль мог комплектоваться легкосплавными колёсами "Барокко" поставлявшимися компанией "Otto Fuchs".

Модели 280 S, 280 SE и 300 SD оснащались шинами 185 HR 14, 350 SE и 450 SE — 205/70 HR 14, 450 SEL 6.9 — 215/70 HR 14.

### Модельный ряд
| Код модели | Годы производства | Модель           | Двигатель                                       | Кол-во произведённых |
| ---------- | ----------------- | ---------------- | ----------------------------------------------- | -------------------- |
| W116.020   | 1973—1980         | 280 S седан      | 2.8 L M110 I6                                   | 122 848              |
| W116.024   | 1973—1980         | 280 SE седан     | 2.8 L M110 I6                                   | 150 593              |
| W116.025   | 1974—1980         | 280 SEL седан    | 2.8 L M110 I6                                   | 7032                 |
| W116.028   | 1973—1980         | 350 SE седан     | 3.5 L M116 V8                                   | 51 100               |
| W116.029   | 1973—1980         | 350 SEL седан    | 3.5 L M116 V8                                   | 4266                 |
| W116.032   | 1973—1980         | 450 SE седан     | 4.5 L M117 V8                                   | 41 604               |
| W116.033   | 1973—1980         | 450 SEL седан    | 4.5 L M117 V8                                   | 59 578               |
| W116.036   | 1975—1980         | 450SEL 6.9 седан | 6.9 L M100 V8                                   | 7380                 |
| W116.120   | 1978—1980         | 300 SD седан     | 3.0 L OM617 турбодизель (только в США и Канаде) | 28 634               |

### Техническая информация
| Mercedes-Benz                          | 280 S (W116 V28)                                        | 280 SE (W116 E28)                                        | 350 SE (W116 E35)                                                | 450 SE (W116 E45)                                                | 450 SEL 6.9 (W116 E69)                                           | 300 SD (W116 D30A)                                            |
| Годы производства                      | 1972—1980                                               | SE: 1972—1980 SEL: 1974—1980                             | SE: 1972—1980 SEL: 1973—1980                                     | 1972—1980                                                        | 1975—1980                                                        | 1977—1980                                                     |
| Двигатель                              | 6-цилиндровый, рядный, 4-тактный, спереди               | 6-цилиндровый, рядный, 4-тактный, спереди                | 8-цилиндровый V-образный с углом развала 90°, 4-тактный, спереди | 8-цилиндровый V-образный с углом развала 90°, 4-тактный, спереди | 8-цилиндровый V-образный с углом развала 90°, 4-тактный, спереди | 5-цилиндровый, рядный, 4-тактный, спереди                     |
| Диаметр и ход поршня                   | 86 мм x 78.8 мм                                         | 86 мм x 78.8 мм                                          | 92 мм x 65.8 мм                                                  | 92 мм x 85 мм                                                    | 107 мм x 95 мм                                                   | 90.9 мм x 92.4 мм                                             |
| Рабочий объём, см³                     | 2746                                                    | 2746                                                     | 3499                                                             | 4517                                                             | 6834                                                             | 3005 до 1979 2998 после 1979                                  |
| Мощность @ об.мин.                     | 160 л.с. (120 кВт) @ 5500 США: 122 л.с. (89 кВт) @ 4800 | 185 л.с. (136 кВт) @ 6000 США: 144 л.с. (106 кВт) @ 5750 | 200 л.с. (150 кВт) @ 5800                                        | 225 л.с. (165 кВт) @ 5000 США: 193 л.с. (142 кВт) @ 4750         | 286 л.с. (210 кВт) @ 4250 253 л.с. (186 кВт) @ 4000              | 1979: 112 л.с. (82 кВт) @ 4200 1980: 120 л.с. (89 кВт) @ 4350 |
| Крутящий момент @ об.мин.              | 225 Н·м @ 4000 США: 194 Н·м                             | 238 Н·м @ 4500 США: 202 Н·м                              | 286 Н·м @ 4000                                                   | 377 Н·м @ 3000 США: 325 Н·м                                      | 550 Н·м @ 3000 США: 488 Н·м                                      | 1979: 228 Н·м @ 2400 1980: 230 Н·м @ 2400                     |
| Степень сжатия                         | 9.0: 1                                                  | 9.0: 1                                                   | 9.5: 1                                                           | 8.8: 1                                                           | 8.8: 1                                                           | 21.5: 1                                                       |
| Способ подачи топлива                  | Один карбюратор 2-bbl Solex 4A1                         | Инжектор Bosch D-Jetronic, с 07/1975 K-Jetronic          | Инжектор Bosch D-Jetronic, с 07/1975 K-Jetronic                  | Инжектор Bosch D-Jetronic, с 07/1975 K-Jetronic                  | Bosch K-Jetronic                                                 | ТНВД Bosch турбина Garret                                     |
| Ёмкость топливного бака                | 96 литров                                               | 96 литров                                                | 96 литров                                                        | 96 литров                                                        | 96 литров                                                        | 82 литра                                                      |
| Клапанный механизм                     | DOHC                                                    | DOHC                                                     | SOHC                                                             | SOHC                                                             | SOHC                                                             | SOHC                                                          |
| Охлаждение                             | Водяное                                                 | Водяное                                                  | Водяное                                                          | Водяное                                                          | Водяное                                                          | Водяное                                                       |
| Напряжение электросети                 | 12 вольт                                                | 12 вольт                                                 | 12 вольт                                                         | 12 вольт                                                         | 12 вольт                                                         | 12 вольт                                                      |
| Снаряжённая масса                      | 1660 кг США: 1710 кг                                    | 1665 кг SEL и США: 1710 кг                               | 1625 кг SEL: 1760 кг                                             | 1790 кг SEL: 1825 кг США: 1743                                   | 1985 кг США: 1944 кг                                             | 1815 кг                                                       |
| Полная масса                           | 2130 кг                                                 | 2130 кг SEL: 2165 кг                                     | 2195 кг SEL: 2220 кг                                             | 2250 кг SEL: 2,85 кг                                             | 2420 кг                                                          | 2215 кг                                                       |
| Колея передняя / задняя                | 1521 мм / 1505 мм                                       | 1521 мм / 1505 мм                                        | 1521 мм / 1505 мм                                                | 1521 мм / 1505 мм                                                | 1521 мм / 1505 мм                                                | 1521 мм / 1505 мм                                             |
| Колёсная база                          | S/SE: 2865 мм SEL: 2965                                 | S/SE: 2865 мм SEL: 2965                                  | S/SE: 2865 мм SEL: 2965                                          | S/SE: 2865 мм SEL: 2965                                          | S/SE: 2865 мм SEL: 2965                                          | S/SE: 2865 мм SEL: 2965                                       |
| Длина                                  | S/SE: 4960 мм SEL: 5060 мм                              | S/SE: 4960 мм SEL: 5060 мм                               | S/SE: 4960 мм SEL: 5060 мм                                       | S/SE: 4960 мм SEL: 5060 мм                                       | S/SE: 4960 мм SEL: 5060 мм                                       | S/SE: 4960 мм SEL: 5060 мм                                    |
| Ширина                                 | 1870 мм                                                 | 1870 мм                                                  | 1870 мм                                                          | 1870 мм                                                          | 1870 мм                                                          | 1870 мм                                                       |
| Высота                                 | 1410 мм — 1430 мм                                       | 1410 мм — 1430 мм                                        | 1410 мм — 1430 мм                                                | 1410 мм — 1430 мм                                                | 1410 мм — 1430 мм                                                | 1410 мм — 1430 мм                                             |
| Разгон 0-100 км/ч                      | 11,5 c                                                  | 10,5 c                                                   | 9,5 c (10,0 c SEL)                                               | 9,3 c (9,9 c SEL)                                                | 7,4 c                                                            | 17,0 c (c 10.1979 — 16,2 c)                                   |
| Максимальная скорость                  | 190 км/ч                                                | 200 км/ч                                                 | 205 км/ч                                                         | 210 км/ч                                                         | 225 км/ч                                                         | 165 км/ч                                                      |
| Расход топлива (по принципу DIN 70030) | 12,5 л на 100 км                                        | 12,5 л на 100 км                                         | 13,0 л на 100 км                                                 | 14,5 л на 100 км                                                 | 16 л на 100 км                                                   | 10,6 л на 100 км                                              |

## Оценка
Автомобильный историк Вернер Освальд описал серию W116 как «веху в истории компании [Mercedes-Benz]». По его словам, автомобили «технически и стилистически представляли мировой класс». Модели Mercedes-Benz 450 SE / SEL были признаны автомобилем года в 1974 году. В 1975 году немецкий автомобильный журнал Auto, Motor und Sport назвал модель 450 SEL 6.9 «лучшим автомобилем в мире»
.
В ходе опроса, проведенного британским журналом «Classic & Sports Car» и напечатанного в издании за апрель 1999 года, Mercedes-Benz 450SEL 6.9 занимает четвёртое место в списке «величайших седанов мира».

### Основная
- Alder, Trevor. Mercedes-Benz S-Class Saloons, 1972–91: Road Tests & Articles. — 1996.
- Barrett, Frank. Illustrated Buyer's Guide Mercedes-Benz. — BI Publishing, 1998. — (Motorbooks International Illustrated Buyer's Guide series). — ISBN 0760304513.
- Häußermann, Martin. Mercedes-Benz S-Class: The brochures since 1952. Archive edition of the DaimlerChrysler Group Archive. — Delius Klasing, 2006. — ISBN 3768817202.
- Hofner, Heribert. Die S-Klasse von Mercedes-Benz: von der Kultur des Fahrens. — Bechtermünz Verlag, 1997. — ISBN 3-86047-589-4.
- Hofner, Heribert; Schrader, Halwart. Mercedes-Benz Automobile Band 2: von 1964 bis heute. — Heel, 2005. — ISBN 3898804194.
- Kittler, Eberhard. Typenkompass Mercedes-Benz Band 1. Personenwagen 1945 - 1975. — Motorbuch Verlag, 2000. — ISBN 361302019X.
- Kittler, Eberhard. Typenkompass Mercedes-Benz Band 2. Personenwagen seit 1976. — Motorbuch Verlag, 2002. — ISBN 3613022095.
- Niemann, Harry. Personenwagen von Mercedes-Benz: Automobillegenden und Geschichten seit 1886. — Motorbuch Verlag, 2006. — ISBN 3613025965.
- Oswald, Werne. Mercedes-Benz Personenwagen Band 2 1945–1985. — Motorbuch Verlag, 2001. — ISBN 3613021684.
- Röcke, Matthias. Das große Mercedes-S-Klasse-Buch: alle Modellreihen von W 108 bis W 140 (1965 bis heute). — Heel, 1991. — ISBN 3893652345.
- Röcke, Matthias. Das neue große Mercedes-S-Klasse-Buch. — Heel, 2003. — ISBN 3898801586.
- Schlegelmilch, Rainer W.; Lehbrink, Hartmut; von Osterroth, Jochen. Mercedes. — Ullmann Publishing, 2013. — ISBN 9783848002672.
- Storz, Alexander Franc. Mercedes-Benz S-Klasse: Baureihe W 116. — Motorbuch Verlag, 2010. — (Schrader-Typen-Chronik series). — ISBN 9783613031838.
- Taylor, James. Mercedes-Benz since 1945: A Collector's Guide. — Motor Racing Publications, 1986. — Т. 3. — С. 6–22, 61–88, 127–129, 133–135, 139–140. — ISBN 0900549971.

### Сервисные книги, руководства пользователя
- Mellon, Thomas A,. Chilton Mercedes: Coupes/Sedans/Wagons, 1974-84 Repair Manual. — Radnor, PA, USA: Chilton; Sparkford, UK: Haynes, 2001. — (Chilton Total Car Care Series). — ISBN 0801990769.
- Schauwecker, Steve; Haynes, John H. Mercedes-Benz 350 and 450: 1971 thru 1980 3.5 and 4.5 liter V8: 350 SL, 450 SE, 450 SEL, 450 SL, 450 SLC: series 107 and 116 models with fuel-injected V8 engines and automatic transmissions. — Sparkford, 1987. — (Haynes Service and Repair Manual Series). — ISBN 0856966983.
- Mercedes S-Klasse, Serie 116, ab 1972: 280S/280SE/350SE/450SE/450/SEL. — Verlag Bucheli, 2012. — (Reparaturanleitung series). — ISBN 9783716817933.
- Mercedes-Benz Technical Companion. — Bentley Publishers, 2005. — ISBN 9780837610337.